# バラエティ開拓バラエティ 日村がゆく
『バラエティ開拓バラエティ 日村がゆく』（バラエティかいたくバラエティ ひむらがゆく）は、2017年4月26日から2020年3月18日までAbemaTV（現ABEMA）のAbemaGOLDEN 9で配信されていたバラエティ番組である。

## 内容
鉄板ネタはいつか飽きられる。今あるバラエティ番組の定番を発展させるべく、笑いの文明開化をめざし、バラエティの夜明けをあらゆるグッズやモノを使い、真剣に研究、開拓していく番組。ただし予算は地上波テレビの100分の1。第1回のテーマは鼻フック。
日村はまったく台本を見せられておらず、「スタッフの人たちのおもしろい発表会」と番組スタイルを例えている。収録日は原則隔週日曜日。
2019年11月29日、『日村がゆく地上波限界突破SP！』としてテレビ朝日で初放送。ローションを開拓!、激辛を開拓!、日村マジックショー、ハワイ編などを再編集した。
2020年3月11日、バラエティを開拓しているつもりだったが、視聴者の需要がないと判断されたことで最終回となり、ラストはすべてを盛り込もうと2週にわたり過去回出演者を芸人部門、アダルト部門、ドキュメンタリー部門、その他いろいろ部門に分け表彰した。
2021年1月17日、特別番組『日村がゆく 芸能界大妄想 2021』をABEMAで配信。

## 出演者
- MC：日村勇紀
- 日村応援隊1号・おりょう（声）：内田彩
- 日村応援隊2号・おさや（声）：千本木彩花
- 日村応援隊3号・おまつ（声）：小澤亜李
- 日村応援隊4号・おあや（声）：佐倉綾音

アシスタントとして進行する日本人形。メインコーナーは週替わりだが、ミニコーナーは全ておりょうが担当している。当初は割り振りもなかったが、2018年現在、下ネタ系はおまつが多く、高校生フォークソングGPはおあやが担当となっている。
2019年5月8日配信の第97回「ワクワク性癖ランド」コーナーでは、コーナー中・応援隊1号おりょうから応援隊5号・いぞお（声：イジリー岡田）にバトンタッチされた。
2020年3月11日には進行のおりょうとは別に声優4人がそろって顔出し出演した。

## おもなコーナー
「バラエティを開拓!」
番組開始当初のメインコーナー。テーマは鼻フック、タイキック、ローション、熱湯風呂など、主にバラエティ番組で罰ゲームとして用いられる行為のブラッシュアップを図る。冒頭で器具や行為の歴史を学び「意味がない」と憤り、バラエティ番組における初登場をネットで調べ「わからない」と結論づけるのがお決まりとなっていた。
はらえかきうた
日村のおなかがあまりにきれいなため、描いてしまう絵描き歌。唄は内田彩が担当。
このエピソード地上波のバラエティで通用しますか?
視聴者が持ってるおもしろエピソードが地上波のバラエティ番組で使えるのかを、日村が専門家の目線でジャッジした。
バラエティ都市伝説
バラエティ現場に伝わる都市伝説を紹介した。
日村さんコレやってみて
視聴者から成立していない企画を募集し、日村が実践した。
弁当世界紀行
予算1000円で世界のシェフに弁当を作ってもらうコーナー。尚このコーナーは取材、VTRの編集やナレーション全て1人のディレクター（イモDと呼称）が行っており、日村が笑って止めるのが恒例になっていた。通称「ロケ弁紀行」。
日村さん、あれやってよう！
コレやってみてとは逆に、バラエティ番組ですでに成立している伝統芸を学び、挑戦するコーナー。第1回はコミックバンド。前述の開拓!コーナーと趣旨が似ているが、開拓!はおもに罰ゲームを復習し開拓するのに対し、こちらはそれ以外の芸事を対象にした。
高校生フォークソングGP
サイトウ"JxJx"ジュン（YOUR SONG IS GOOD）、澤部渡（スカート）を審査員に迎える唯一の大マジ企画。第3回で崎山蒼志を輩出。優勝者には番組オリジナルピック（日村の顔型）を進呈。「高校生」とは謳うものの、配信にタイムラグがあるため収録基準となっていた（ただし前述の崎山は中学生で出演しており、その際は「オンエア基準」と紹介された）。
番組自体はロケ企画以外シャトーアメーバ内で収録しているが、当コーナーが始まるまでスタジオを使用しておらず（会議室やミーティングルーム、テラス、楽屋前などを使用）2018年現在唯一のスタジオ収録コーナーであった。
2018年8月よりグランドチャンピオン大会を配信。菅田将暉が特別審査員として加わる。2020年3月18日の最終回までに全10回総勢40組出演。
○○グランプリ
M-1やキング・オブ・コントなどの賞レースで新たなお笑いスターが生まれる中、番組独自の視点で新たなお笑いスターを発掘する趣旨のコーナー。2017年12月18日配信のM-1・1回戦落ちの一般参加者をピックアップした「M-1ナメてるグランプリ」からスタート。翌年2月に「R-1ナメてるグランプリ」を開催。「小道具多いGP」、リズムネタといえないリズムネタ芸人を集めた「地獄リズムネタにらめっこ」など切り口を変え、以降の主要コーナーとなっていた。
2020年3月18日の最終回では94組の芸人が出演したと紹介。
バケスタグラム
2018年2月14日スタート。スタッフが考えた“創作バケモノ”の名前をお題に、日村が即興でメイク、キャラ付けをしていくショートコーナー。写真投稿するため番組インスタグラムが開設された。イベント限定で写真をもとにしたデザインTシャツも制作、販売。
日村マジックショー
マジシャンの巳碧を迎え、さまざまなテーブルマジックで日村を驚かすコーナー。「バラエティを開拓!」コーナーでのマジック回でマギー司郎、Mr.マリックなどの技再現をしたことがきっかけとなり、以後ロシアンルーレットマジックや、トランプのカード柄が日村の全裸になるといったマジックを行う。基本的にはショートコーナーで、日村いわく「撮り貯めしているため、いつ配信されてるかわからないコーナー」。
2019年6月19日に初登場したマジシャンのMr.フレイムことカオスマスター・フレイムは当番組からブレイクし、バナナマンの他番組にも出演している。2020年1月8日には「日村＆フレイムの魔空間ショー」とコーナーが独立。
本当にあったピュアな話
2019年4月10日開始。AbemaTVで受けているのは恋愛バラエティーだという観点から、AV女優や風俗嬢から「ピュアな恋愛体験」を聞き出すトークコーナー。「ピュアな恋愛体験」はイメージ写真とともにVTRで流されるが、ピュアとは反対の真反対の性癖トークが前置かれるため概ね内容が入ってこないと言われた。日村とゲストのキュンキュン得点に応じてAV女優や風俗嬢に告知タイムが与えられる。VTRナレーションは日村応援隊3号おまつこと小澤亜李が担当。
AVの前振り選手権
2019年10月9日開始。さらば青春の光、やさしいズ、納言、ザ・マミィらの提案により実現。リアリティーの薄いAVの前振りドラマをお笑い芸人が考え、現役AV女優とともにコント形式で披露。最初の提案経緯もあり、おもにお笑い第7世代が出演者に選ばれていた。リアリティの雑さ、不満を覆すという前提だが、コントを見せられた日村から「何を見せられてるんだ」とネタの理不尽さや最低さをツッコまれることが多かった。
変態サミット
2019年11月27日開始。変態だと気づいていない日村とプロの変態ゲスト（初回・吉村崇）によるコーナー。日村とゲストの過去の発言から性癖を紐解く「変態列伝」、海外の性ニュースを紹介し話題を広げる「実録ワールド変態ニュース」、視聴者投稿による「変態川柳」など複数のコーナーからなった。変態トークにひかず、自身も加わることができる藤田かんな（AbemaTVアナウンサー）が司会進行を務めた。2020年1月29日配信回は西澤由夏が代打を務めた。
内田彩と新キャラを作ろう
2019年12月11日開始。内田彩が素面で登場する初のコーナー。視聴者から今後バラエティ番組に使えそうな新キャラクターを募集し、内田と日村とで掛け合いを行った。実情は即興コントのコーナーとなっていた。

## スタッフ
- 構成 - オークラ、寺田智和、永井ふわふわ、福田卓也、今井太郎、野口翔五
- CAM - 矢田部修
- AUD - 寶田真沙美
- 美術 - 羽田一成
- OP・EDデザイン - 金子大悟
- メイク - ヘアーベル
- 技術協力 - 港家
- MA - 加々見信吾
- 音効 - 小田切暁（NAP）
- 制作 - 鮫島由美子（AbemaTV、初期）、浜崎元希（AbemaTV）/原朋也（AbemaTV、後期）
- AD - 武藤勇次、寺本文子（初期）/谷口晴楽　牧野玖美（後期）
- ディレクター - 双津大地郎、中西正太、高井正太郎→高井翔太郎、田島優/馬庭広明、武藤勇次（後期より参加）
- プロデューサー - 美濃部遥香
- ゼネラルプロデューサー - 宮本博行
- 総合演出 - 塩谷泰孝
- 制作協力 - シオプロ

## 音楽

### オープニングテーマ
「バラエティの夜明けぜよ」
作詞：オークラ / 作曲：カンケ / 歌：日村勇紀

### エンディングテーマ
「悲しきバラエティのバラード」
作詞：オークラ / 作曲：カンケ / 歌：日村勇紀
「夏至」（2018年8月）
作詞・作曲・歌：崎山蒼志
「かわらないもの」（2019年春）
作詞・作曲・歌：いちたになな